# Mert Günok
Fehmi Mert Günok (Karabük, Turquía, 1 de marzo de 1989) es un futbolista turco. Juega de portero y su equipo es el Beşiktaş J. K. de la Superliga de Turquía.

## Trayectoria
Günok comenzó su carrera en las inferiores del Kocaelispor y en 2001 fue transferido al Fenerbahçe, donde en 2009 llegó al primer equipo. 
En su primera temporada, la 2010-11, como profesional, Günok luchó por la titularidad junto a Volkan Demirel y Volkan Babacan. Debutó el 15 de agosto de 2010 contra el Antalyaspor tras la lesión de Demirel. En sus seis temporadas en el Fenerbahçe, el portero turco jugó 51 encuentros oficiales.
Dejó el club en 2015 y fichó por el Bursaspor.

## Selección nacional
En categorías inferiores fue internacional por Turquía desde la categoría sub-16.
Debutó con la selección de Turquía el 24 de mayo de 2012 en la victoria por 3-1 sobre Georgia.

### Participaciones en Eurocopas
| Copa          | Sede     | Resultado        | Partidos | Goles |
| ------------- | -------- | ---------------- | -------- | ----- |
| Eurocopa 2020 | Europa   | Primera fase     | 0        | 0     |
| Eurocopa 2024 | Alemania | Cuartos de final | 4        | 0     |

## Estadísticas

### Clubes
Actualizado al último partido disputado el 1 de junio de 2025.
| Fenerbahçe S. K. Turquía | 1.ª           | 2009-10       | 0   | 0 | 1  | 0 | 0  | 0 | 1   | 0 |
| Fenerbahçe S. K. Turquía | 1.ª           | 2010-11       | 3   | 0 | 2  | 0 | 0  | 0 | 5   | 0 |
| Fenerbahçe S. K. Turquía | 1.ª           | 2011-12       | 2   | 0 | 4  | 0 | —  | — | 6   | 0 |
| Fenerbahçe S. K. Turquía | 1.ª           | 2012-13       | 6   | 0 | 5  | 0 | 3  | 0 | 14  | 0 |
| Fenerbahçe S. K. Turquía | 1.ª           | 2013-14       | 5   | 0 | 2  | 0 | 0  | 0 | 7   | 0 |
| Fenerbahçe S. K. Turquía | 1.ª           | 2014-15       | 9   | 0 | 9  | 0 | —  | — | 18  | 0 |
| Fenerbahçe S. K. Turquía | Total club    | Total club    | 25  | 0 | 23 | 0 | 3  | 0 | 51  | 0 |
| Bursaspor Turquía | 1.ª           | 2015-16       | 20  | 0 | 3  | 0 | —  | — | 23  | 0 |
| Bursaspor Turquía | 1.ª           | 2016-17       | 0   | 0 | 7  | 0 | —  | — | 7   | 0 |
| Bursaspor Turquía | Total club    | Total club    | 20  | 0 | 10 | 0 | 0  | 0 | 30  | 0 |
| Estambul Başakşehir F. K. Turquía | 1.ª           | 2017-18       | 0   | 0 | 4  | 0 | 4  | 0 | 8   | 0 |
| Estambul Başakşehir F. K. Turquía | 1.ª           | 2018-19       | 34  | 0 | 0  | 0 | 2  | 0 | 36  | 0 |
| Estambul Başakşehir F. K. Turquía | 1.ª           | 2019-20       | 33  | 0 | 0  | 0 | 12 | 0 | 45  | 0 |
| Estambul Başakşehir F. K. Turquía | 1.ª           | 2020-21       | 21  | 0 | 2  | 0 | 6  | 0 | 29  | 0 |
| Estambul Başakşehir F. K. Turquía | Total club    | Total club    | 88  | 0 | 6  | 0 | 24 | 0 | 118 | 0 |
| Beşiktaş J. K. Turquía | 1.ª           | 2021-22       | 4   | 0 | 0  | 0 | 1  | 0 | 5   | 0 |
| Beşiktaş J. K. Turquía | 1.ª           | 2022-23       | 23  | 0 | 1  | 0 | ―  | ― | 24  | 0 |
| Beşiktaş J. K. Turquía | 1.ª           | 2023-24       | 30  | 0 | 6  | 0 | 9  | 0 | 45  | 0 |
| Beşiktaş J. K. Turquía | 1.ª           | 2024-25       | 34  | 0 | 2  | 0 | 7  | 0 | 43  | 0 |
| Beşiktaş J. K. Turquía | Total club    | Total club    | 91  | 0 | 9  | 0 | 17 | 0 | 117 | 0 |
| Total carrera | Total carrera | Total carrera | 224 | 0 | 48 | 0 | 44 | 0 | 316 | 0 |
| (1) Incluye datos de la Copa de Turquía y Supercopa de Turquía. (2) Incluye datos de la Liga de Campeones de la UEFA (2012-13, 2019-20), la Liga Europa de la UEFA (2012-13, 2017-18, 2018-19, 2019-20) y la Liga Europa Conferencia de la UEFA. |               |               |     |   |    |   |    |   |     |   |

### Selección nacional
| Sub-16 Turquía   | 2004-05       | 11 | 0 | -  | - | - | - | 11 | 0 |  |  |  |  |  |
| Sub-16 Turquía   | Total         | 11 | 0 | 0  | 0 | 0 | 0 | 11 | 0 |  |  |  |  |  |
| Sub-17 Turquía   | 2005-06       | 2  | 0 | 3  | 0 | - | - | 5  | 0 |  |  |  |  |  |
| Sub-17 Turquía   | Total         | 2  | 0 | 3  | 0 | 0 | 0 | 5  | 0 |  |  |  |  |  |
| Sub-18 Turquía   | 2006-07       | 4  | 0 | -  | - | - | - | 4  | 0 |  |  |  |  |  |
| Sub-18 Turquía   | Total         | 4  | 0 | 0  | 0 | 0 | 0 | 4  | 0 |  |  |  |  |  |
| Sub-19 Turquía   | 2007-08       | 5  | 0 | 5  | 0 | - | - | 10 | 0 |  |  |  |  |  |
| Sub-19 Turquía   | Total         | 5  | 0 | 5  | 0 | 0 | 0 | 10 | 0 |  |  |  |  |  |
| Sub-20 Turquía   | 2008          | 1  | 0 | -  | - | - | - | 1  | 0 |  |  |  |  |  |
| Sub-20 Turquía   | Total         | 1  | 0 | 0  | 0 | 0 | 0 | 1  | 0 |  |  |  |  |  |
| Sub-21 Turquía   | 2009          | 3  | 0 | -  | - | - | - | 3  | 0 |  |  |  |  |  |
| Sub-21 Turquía   | Total         | 3  | 0 | 0  | 0 | 0 | 0 | 3  | 0 |  |  |  |  |  |
| Absoluta Turquía | 2012          | 4  | 0 | -  | - | - | - | 4  | 0 |  |  |  |  |  |
| Absoluta Turquía | 2013          | 1  | 0 | -  | - | - | - | 1  | 0 |  |  |  |  |  |
| Absoluta Turquía | 2015          | 1  | 0 | -  | - | - | - | 1  | 0 |  |  |  |  |  |
| Absoluta Turquía | 2019          | 0  | 0 | 9  | 0 | - | - | 9  | 0 |  |  |  |  |  |
| Absoluta Turquía | Total         | 6  | 0 | 9  | 0 | 0 | 0 | 15 | 0 |  |  |  |  |  |
| Total carrera    | Total carrera | 32 | 0 | 17 | 0 | 0 | 0 | 49 | 0 |  |  |  |  |  |
|                  |               |    |   |    |   |   |   |    |   |  |  |  |  |  |

## Palmarés

### Títulos nacionales
| Título               | Club                      | País    | Año     |
| -------------------- | ------------------------- | ------- | ------- |
| Superliga de Turquía | Fenerbahçe S. K.          | Turquía | 2010-11 |
| Copa de Turquía      | Fenerbahçe S. K.          | Turquía | 2011-12 |
| Copa de Turquía      | Fenerbahçe S. K.          | Turquía | 2012-13 |
| Superliga de Turquía | Fenerbahçe S. K.          | Turquía | 2013-14 |
| Supercopa de Turquía | Fenerbahçe S. K.          | Turquía | 2014    |
| Superliga de Turquía | Estambul Başakşehir F. K. | Turquía | 2019-20 |
| Supercopa de Turquía | Beşiktaş J. K.            | Turquía | 2021    |
| Copa de Turquía      | Beşiktaş J. K.            | Turquía | 2023-24 |
| Supercopa de Turquía | Beşiktaş J. K.            | Turquía | 2024    |

## Controversias
En octubre de 2019 declaró su apoyo a la ofensiva turca en el noreste de Siria de 2019.